# Suzuki Yoshihito
Yoshihito Suzuki (sinh ngày 11 tháng 7 năm 1980) là một cầu thủ bóng đá người Nhật Bản.

## Sự nghiệp câu lạc bộ
Yoshihito Suzuki đã từng chơi cho JEF United Ichihara và Omiya Ardija.